# Tewet
Tewet (hebr: טבת) – czwarty miesiąc żydowskiego kalendarza cywilnego, a dziesiąty kalendarza religijnego. Przypada na miesiące grudzień-styczeń w kalendarzu gregoriańskim. Liczy 29 dni. Na miesiąc tewet przypadają następujące wydarzenia religijne:
- 2 lub 3 tewet – koniec Chanuki
- 10 tewet – Post Tewet